# Колегијум изборника (САД)
Колегијум изборника (енгл. Electoral College) састоји се од изборника које одређује свака савезна држава да формално изаберу председника и потпредседника САД. Од 1964. на свим председничким изборима било је 538 изборника. Члан 2. Устава САД дефинише колико изборника свака савезна држава може да има и даје право законодавној власти савезних држава да одреди начин њиховог избора. Територије САД нису заступљене у Колегијуму изборника. Колегијум изборника је пример индиректних избора, супротно од директних избора којима се бирају чланови Конгреса САД.
Гласачи у свакој савезној држави и у Дистрикту Колумбија гласају за изборнике које ће овластити за учешће на председничким изборима. Током ране историје САД, у појединим савезним држава закон је омогућавао законодавној власти да одреди изборнике. Изборници су слободни да гласају за било ког кандидата за председника и потпредседника али у пракси гласају за кандидата за ког су се определили њихови бирачи. Само у неколико савезних држава се имена изборника налазе на гласачком листићу.
Дванаести амандман Устава САД каже да сваки изборник даје један глас за председника и један глас за потпредседника. Он такође прецизира како се бирају председник и потпредседник. Двадесет трећи амандман Устава САД прецизира колико изборника има Дистрикт Колумбија.
Постојање Колегијума изборника изазива контроверзе. Према Истраживању Галупа из 2001. примећено је да „већина Американаца подржава разматрање доношења амандмана на Устав САД којим би се омогућио директан избор председника”. Прва истраживања на ову тему Галуп је спровео 1944. а и у 2004. години отприлике исти проценат људи је подржавао овај предлог. Критичари тврде да је постојање Колегијума изборника превазиђено, прилично недемократско и да неким савезним државама, у којима ниједан кандидат нема изразиту предност, даје несразмеран утицај на избор председника и потпредседника. Заговорници оваквог начина избора сматрају да је постојање Колегијума изборника једна важна карактеристика федерализма у Сједињеним Државама и да он штити права малих савезних држава. Бројни предлози амандмана на Устав САД су били предложени у Конгресу са циљем да се Колегијум изборника преправи или да се замени са директним избором; међутим, ни један предлог никада није прошао у Конгресу.

## Позадина
На Уставотворној конвенцији из 1787. коришћен је Вирџинијски план као основа за расправу, јер га је предложила делегација из Вирџиније. Вирџинијски план је предвиђао да Конгрес бира Председника. Делегати из већине савезних држава су прихватили овај начин избора. Међутим, Одбор једанаесторице (енгл. Committee of Eleven), оформљен са циљем израде појединости које укључују и начин избора председника, препоручио је да свака савезна држава одреди одређени број изборника који ће бити идентичан броју чланова Конгреса из те савезне државе. Члан Одбора Гувернер Морис објаснио је разлог за ту промену; један од њих је постојање бојазни да ће председник бити изабран од стране малог броја људи који се често састају, као и забринутост за независност председника ако га буде бирао Конгрес. Неки делегати, укључујући Џејмса Вилсона и Џејмса Медисона, су се залагали да народ бира извршну власт. Медисон је признао да иако би гласање народа било најбоље ипак би тешко постигли консензус са јужњачким државама у којима је постојало робовласништво:
Постоји једна препрека у озбиљној намери давања народу право директног избора. Право гласа је доступније у северним него у јужним државама; па на Југу не би могло да се утиче на гласове црнаца. Замена са изборницима савлађује ове препреке и изгледа као најбоље могуће решење.
Уз мање измене Конвенција је одобрила предлог Одбора једанаесторице за Колегијум изборника 6. септембра 1787. Делегати из мањих савезних држава су углавном били наклоњени Колегијуму изборника јер је постојала бојазан да ће веће савезне државе контролисати председничке изборе.

### Порекло имена
Иако се у Уставу САД помињу „изборници”, израз „Колегијум изборника” — или било које друго име — није коришћен за спомињање свих изборника. Почетком 19. века израз „Колегијум изборника” је ушао у општу употребу као збирна одредница за изборнике одређене да гласају за председника и потпредседника. У федерално законодавство је први пут уведен 1845. а данас се овај термин појављује у трећем наслову Законика САД (енгл. United States Code).

### Првобитни план
У члану другом, одељак први, други пасус Устава САД пише:
Свака савезна држава именује, на начин на који ће њено законодавно тело одредити, одређен број изборника, једнак укупном броју сенатора и чланова Представничког дома на који та савезна држава има право у Конгресу; за изборнике се не може именовати ни један сенатор или члан Представничког дома, нити лице које врши неку државну функцију у Сједињеним Државама, поверљиву или плаћену.
У члану другом, одељак први, четврти пасус Устава САД пише: 
Конгрес може одредити време бирања чланова изборног тела и дан када они треба да гласају; тај дан је исти на целом подручју Сједињених Држава.
Члан други, одељак први, трећи пасус Устава САД омогућава оригиналан начин избора председника и потпредседника од стране изборника. По овом систему кандидат који добије има већину гласова, уколико тај број представља већину од укупног броја чланова Колегијума изборника, док кандидат који је други по броју гласова постаје потпредседник.
Аутори Устава су имали неколико претпоставки приликом стварања Колегијума изборника:
Свака савезна држава ће делегирати изборнике према изборним јединицама.
Сваки изборник ће независно гласати.
Кандидати неће бити заједно на истом листићу са претпостављеним стављањем на позицију председника и потпредседника.
Овакав систем ће ретко давати победника, па ће Конгрес морати да одабере председника.
На основу ових чињеница, неки учењаци су преставили Колегијум изборника као тело које треба да номинује кандидате а Конгрес ће после да изабере председника и потпредседника.
Влада сваке савезне државе има право да одреди начин одабира изборника у Колегијум.

### Проблем и ревизија
Са појавом политичких странака и изборних кампања на нивоу државе појавили су се проблеми на изборима 1796. и 1800. Џон Адамс, кандидат Федералистичке странке, је победио на изборима 1796. док је другопласирани, кандидат Демократско-републиканске странке, Томас Џеферсон постао потпредседник.
На изборима 1800. године, Демократско-републиканска странка је поново номиновала Џеферсона као и Арона Бера за потпредседника. Након избора Џеферсон и Бер су освојили већину гласова изборника али су имали по 73 гласа. Пошто на гласачким листићима није било назначено да ли се гласа за председника или потпредседника сваки глас за Бера је технички био глас да он постане председник, поред тога што је странка номиновала Џеферсона за ту функцију. Због немогућности одређивања победника, избор председника су морали да обаве чланови Представничког дома сходно Уставу.
Пошто су изгубили изборе, чланови Представничког дома из редова Федералистичке странке уграбили су прилику да понизе своје противнике па су покушали да изаберу Бера уместо Џеферсона. Након 35 гласова ниједан кандидат није освојио већину савезних држава (било је потребно победити у девет савезних држава). Џеферсону је победу донео 36. глас, након што је вођа Федералистичке странке Александер Хамилтон гласао за Џеферсона.
Као одговор на проблеме који су настали на овим изборима, Конгрес је 1803. предложио Дванаести амандман на Устав САД, којим прописује обавезу изборника да посебно гласају за председника и потпредседника. Овим је замењен систем гласања предвиђен чланом 2, одељак 1, трећи пасус. До јуна 1804. савезне државе су ратификовале овај амандман тако да је важио на изборима 1804.

### Четрнаести амандман
На основу четрнаестог амандман омогућено је смањење броја чланова Представничког дома из неке савезне државе, сразмерно броју људи којима је забрањено право гласа у тој савезној држави. 
Током дебате о четрнаестом амандману Тадеус Стивенс, вођа Републиканске странке у Представничком дому, одржао је веома важан говор са посебним освртом на одељак 2:
Одељак други сматрам најважнијим у овом члану. Он учвршћује основу заступљености у Конгресу. Ако било која савезна држава одузме право гласа одраслом мушкарцу она ће бити изгубити право на заступљеност у истој сразмери. Учинак ове одредбе ће или присилити савезне државе да гарантују опште право гласа или ће им одузети моћ да би их заувек држао у безнадежној мањини у националној власти, како законодавној тако и извршној.
Федерални закон примењује дејуре мандат за смањење чланова Представничког дома из било које савезне државе, самим тим и броја чланова Колегијума изборника, уколико право гласа „наведено у четрнаестом амандману, одељак други” буде оспорено или ускраћено.

### Беј—Селеров амандман
Након председничких избора 1968. покренута је озбиљна иницијатива за укидање Колегијума изборника. Ричард Никсон је на изборима 1968. добио 301 глас у Колегијуму изборника наспрам 191 колико је добио Хјуберт Хамфри. Међутим за Никсона је гласало само 511.944 људи више него за Хамфрија, што је било мање од један посто разлике на нивоу САД. Џорџ Волас је освојио преосталих 46 гласова у Колегијуму изборника, са освојених 13,5% гласова бирача.
Члан Представничког дома Емануел Селер, уједно и председавајући Одбора за правосуђе, због забринутости јавности око несразмере између гласова бирача и гласова изборника предложио је Резолуцију 681. Та резолуција је предвиђала да се дода амандман на Устав САД с циљем укидања Колегијума изборника и увођења система где би пар кандидата који добију најмање четрдесет посто гласова бирача добио и изборе. Ако ни један пар не освоји четрдесет посто гласова бирача организује се други круг у ком би се за место председника и потпредседника борила два пара са кандидатима који су добили највише гласова. Реч „пар” је овде дефинисана као „две особе које су пристале да удруже своја имена као кандидати за функције председника и потпредседника”.
Одбор за правосуђе је 29. априла 1969. са 28 гласова за и 6 против одобрио предлог. Расправа о предлогу у Представничком дому је окончана 11. септембра 1969. а предлог је изгласан 18. септембра 1969, уз подршку представника из обе странке, 339 је гласало за а 70 против.
Председник Ричард Никсон је 30. септембра 1969. дао одобрење за усвајање овог предлога, охрабрујући Сенат да дâ свој предлог. То је дато у резолуцији 1 коју је предложио сенатор Берч Беј.
У свом издању за 8. октобар 1969. Њујорк тајмс је известио да су законодавства тридесет савезних држава „или била јасно или су наговештавала да ће прихватити уставни амандман који ће довести до директних избора ако он прође у Сенату”. Неопходно је да 38 савезних држава ратификује овај предлог да би он могао да буде усвојен. Њујорк тајмс је такође известио да шест савезних држава још увек није одлучило, шест ће се највероватније противити усвајању, док се осам сигурно противи усвајању амандмана.
Сенатски Одбор за правосуђе је 14. августа 1970. је у извештају Сенату навео да одобрава предлог. Одбор за правосуђе је одобрио предлог са једанаест гласова за и шест против. Шест чланова Одбора који су се противили предлогу, демократски сенатори Џејмс Истланд из Мисисипија, Џон Литл Маклелан из Арканзаса и Сем Ервин из Северне Каролине заједно са републиканцима Романом Храском из Небраске, Хајрамом Фонгом са Хаваја и Стромом Термондом из Јужне Каролине, су прихватили да постојећи систем има недостатке али да се током година примењивања ипак показао као добар. Сенатор Беј је указао да за прихватање предлога недостаје још десетак гласова од потребних 67 да би га Сенат прихватио. Он се зато обратио председнику Никсону да покуша да убеди неодлучне републиканске сенаторе да подрже предлог.
Отворена расправа о предлогу коначно је стигла до Сената, 8. септембра 1970, али је убрзо наишла на опструкцију. Предлогу су се највише противили сенатори из јужних и конзервативци из малих савезних држава. Међу њима је било и демократа и републиканаца а сматрали су да ће одбацивање Колегијума изборника смањити политички утицај њихових савезних држава.
Пошто је било очигледно да предлог неће добити двотрећинску већину у Сенату потребан број гласова је смањен са две трећине на три петине чланова Сената тј. на 60 гласова. За наредно гласање било је потребно 60 гласова да би предлог прошао али је за гласало 54 сенатора, док је против било 36. Друго гласање је одржано 29. септембра 1970. али и овог пута је за било 53 сенатора а 34 против, или пет мање од потребе две трећине. Након овог гласања предлог никада више није разматран.

## Савремено функционисање Колегијума изборника
Посредан избор председника и потпредседника САД оправдава се тиме што народ бира чланове Конгреса САД, с тим да су до усвајања 17. амандмана на Устав САД тако били бирани само чланови Представничког дома, па се председник и потпредседник бирају да воде федерацију независних савезних држава.
У есеју Federalist No. 39 Џејмс Медисон је тврдио да Устав треба да омогући власт која ће представљати савезне државе као и народ. Конгрес треба да има два дома: Сенат који представља државе и Представнички дом који заступа народ, док председник треба да буде изабран комбинацијом ова два начина.
Такође, у есеју Federalist No. 10, Џејмс Медисон се успротивио тзв. „заинтересованој и охолој већини” и „штетности фракција” у изборном систему. Фракције је дефинисао као „одређени број грађана било да представљају већину или мањину, које је ујединио и покренуо неки заједнички нагон, или интерес, непријатељски према правима осталих грађана, или према трајним и укупним интересима заједнице.” Републиканска влада, са различитом расподелом гласачког права и овлашћења, супротставиће се фракцијама. Медисон даље наглашава да ће са повећањем броја становника и ширењем Републике фракције имати више проблема са организацијом због регионализма.

### Резиме
Избор чланова Колегијума изборника одређује се на нивоу савезне државе према законима који важе у њој. Скоро све савезне државе (изузев Мејна и Небраске) изборнике одређују по већинском изборном систему тј. по принципу „победник узима све”, на основу гласова бирача. Иако се на бирачким листићима налазе имена председничких кандидата бирачи у свих 50 савезних држава и у Вашингтону у ствари бирају изборнике из њихове савезне државе када гласају за председника и потпредседника. Изборници који су одређени касније гласају за особе које ће обављати функције председника и потпредседника. Укупан број гласова бирача у САД не одлучује о избору председника и потпредседника.
Један кандидат мора да добије апсолутну већину гласова изборника (тренутно је тај број 270) да би постао председник. Ако ни један кандидат не добије већину у избору за председника или потпредседника, избор се обавља према уставној процедури дефинисаној у Дванаестом амандману.

### Расподела изборника
Број чланова Колегијума изборника је једнак броју чланова Конгреса (435 Представнички дом и 100 Сенат) плус три изборника која даје град Вашингтон, што је укупно 538 изборника.
Свакој савезној држави је додељено онолико изборника колико има чланова у Представничком дому и у Сенату Конгреса САД. С обзиром да савезне државе са највећим бројем становника имају највише места у Представничком дому, оне такође имају и највише изборника. Шест савезних држава са највише изборника су Калифорнија (55), Тексас (38), Њујорк (29), Флорида (29), Илиноис (20), и Пенсилванија (20). Седам савезних држава са најмање становника Аљаска, Вајоминг, Вермонт, Делавер, Јужна Дакота, Монтана, и Северна Дакота имају по три изборника. Број чланова Представничког дома које делегира савезна држава одређује се сваких десет година према резултатима пописа, самим тим одређује се и број изборника у савезним државама.
На основу 23. амандмана град Вашингтон има онолико изборника колико би имао када би био савезна држава али не више од броја изборника који има савезна држава са најмањим бројем становника. Савезна држава са најмање становника (Вајоминг) има три изборника; па самим тим град Вашингтон не може имати више од три изборника. Чак и када би Дистрикт Колумбија био савезна држава на основу садашњег броја становника припала би му три изборника. На основу броја становника по изборнику Дистрикт Колумбија је другу највишу заступљеност у Колегијуму изборника по становнику, после Вајоминга.

### Одабир изборника
Сходно члану 2, одељку 1, тачки 2. Устава САД, законодавна тела савезних држава одређују како ће изборници бити изабрани али ни једна особа која обавља посао у савезној администрацији, било да је на ту позицију дошла на изборима или ју је именовао неки орган, не може постати изборник.
У трећем одељку 14. амандмана стоји да нико ко је после положене заклетве да ће поштовати Устав САД, с циљем обављања функције у савезној држави или на федералном нивоу, узео учешћа у устанку или побуни против САД не може бити члан Колегијума изборника. Међутим Конгрес САД може поништити ово ограничење са двотрећинском већином у оба дома.
Политичке странке у свим савезним државама номинују кандидате за изборнике неколико месеци пре дана избора. У неким савезним државама, изборници се номинују на примарним изборима, као што се номинују остали кандидати. Друге савезне државе, као што су Оклахома, Вирџинија и Северна Каролина номинују изборнике на конвенцијама странака. У Пенсилванији, одбори који воде кампање кандидата за председника одређују своје кандидате за изборнике, што представља покушај да се обесхрабре тзв. неверни изборници.
Према савезном закону уторак после првог понедељка у новембру је дан за одржавање избора на савезном нивоу. Четрдесет осам савезних држава и град Вашингтон, изборнике по одређују по принципу „победник добија све”, што значи да сва изборничка места добија један блок. Мејн и Небраска изборнике одређују по „принципу конгресних изборних јединица” (енгл. Congressional District Method), где се бира по један изборник у свакој изборној јединици за чланове Конгреса САД, док се преостала два изборника одређују на основу већине гласова у савезној држави. У Мејну се овај начин делегирања изборника примењује од 1972. док се у Небраски примењује од 1996.
Тренутни систем одабира изборника се назива и „скраћени гласачки листић” (енгл. short ballot). У само неколико савезних држава, бирачи на гласачким листићима имају имена изборника, док у неким савезним државама ако бирач жели да на гласачком листићу напише име кандидата за ког жели да гласа мора да напише и имена изборника.

### Садашња расподела гласова изборника
У табели испод је приказан број гласова изборника у савезним државама и Дистрикту Колумбија на председничким изборима 2024 и 2028: Бројеви у заградама означавају да ли је савезна држава добила (+) или изгубила (-) изборничке гласове након пописа становништва 2020.
| Савезна држава     | Изборнички гласови | Савезна држава    | Изборнички гласови | Савезна држава | Изборнички гласови | Савезна држава  | Изборнички гласови |
| ------------------ | ------------------ | ----------------- | ------------------ | -------------- | ------------------ | --------------- | ------------------ |
| Ајдахо             | 4                  | Ајова             | 6                  | Алабама        | 9                  | Аљаска          | 3                  |
| Аризона            | 11                 | Арканзас          | 6                  | Вајоминг       | 3                  | Град Вашингтон* | 3                  |
| Вашингтон (држава) | 12                 | Вермонт           | 3                  | Вирџинија      | 13                 | Висконсин       | 10                 |
| Делавер            | 3                  | Западна Вирџинија | 4 (-1)             | Илиноис        | 19 (−1)            | Индијана        | 11                 |
| Јужна Дакота       | 3                  | Јужна Каролина    | 9                  | Јута           | 6                  | Калифорнија     | 54 (-1)            |
| Канзас             | 6                  | Кентаки           | 8                  | Колорадо       | 10 (+1)            | Конектикат      | 7                  |
| Луизијана          | 8                  | Масачусетс        | 11                 | Мејн           | 4**                | Мериленд        | 10                 |
| Минесота           | 10                 | Мисисипи          | 6                  | Мисури         | 10                 | Мичиген         | 15 (-1)            |
| Монтана            | 4 (+1)             | Небраска          | 5**                | Невада         | 6                  | Нови Мексико    | 5                  |
| Њу Хемпшир         | 4                  | Њу Џерзи          | 14                 | Њујорк         | 28 (−1)            | Оклахома        | 7                  |
| Орегон             | 8 (+1)             | Охајо             | 17 (−1)            | Пенсилванија   | 20                 | Роуд Ајланд     | 4                  |
| Северна Дакота     | 3                  | Северна Каролина  | 16 (+1)            | Тексас         | 40 (+2)            | Тенеси          | 11                 |
| Флорида            | 30 (+1)            | Хаваји            | 4                  | Џорџија        | 16 (+1)            | Укупно          | 538                |

* Град Вашингтон иако није савезна држава има право на три изборника на основу 23. амандмана на Устав САД.
** Мејн и Небраска одређују изборнике према конгресним изборним јединицама.
(+) или (−) Означава број изборника које је савезна држава добила или изгубила у односу на расподелу која је важила за председничке изборе 2004. и 2008.